# Alberto
Alberto  è un nome proprio di persona italiano maschile.

## Varianti
- Maschili: Alperto, Ulberto[2][3], Ulperto[3]
  - Alterati: Albertino[2], Albertinello[2]
  - Ipocoristici: Berto, Albi
  - Composti: Carlo Alberto[2]
- Femminili: Alberta[2]

### Varianti in altre lingue
- Danese: Albert[1]
- Finlandese: Alpertti[1]
  - Ipocoristici: Altti[1], Pertti[1]
- Francese: Albert[1], Aubert[1][4]
- Galiziano: Alberte[1]
- Greco: Αλμπέρτος (Almpertos), Αλβέρτος (Albertos, Alvertos)
- Inglese: Albert[1][4]
- Irlandese: Ailbeard
  - Ipocoristici: Al, Bert, Bertie
- Latino: Albertus[1][2], Alpertus
- Lettone: Alberts
- Ligure: Alberto[5]
  - Ipocoristici: Berto, Albertin, Bertin.
- Lituano: Albertas
- Lussemburghese: Albaer[1]
  - Ipocoristici: Baer, Bèr
- Norvegese: Albert[1]
- Olandese: Albert[1]
  - Ipocoristici: Bert
- Polacco: Albert[1]
- Portoghese: Alberto[1]
- Russo: Альберт (Al'bert)[1]
- Sloveno: Albert[1]
- Spagnolo: Alberto[1]
- Svedese: Albert[1]
- Tedesco: Albert[1][4], Albrecht[1]
  - Ipocoristici: Bert
- Ungherese: Albert[1]

## Origine e diffusione
Nome di origini germaniche, si tratta di un derivato di Adalberto (composto da adal, "nobile", e beraht, "brillante", "illustre"). Non si esclude tuttavia che il primo elemento possa essere ricondotto alla radice ala, "tutto", attribuendo al nome significati come "chiarissimo", "famosissimo", "illustrissimo".
In Italia il nome è di tradizione francone, mentre in Inghilterra, introdotto dai normanni e rarificatosi al XVII secolo, venne riportato in voga nel XIX secolo grazie al principe Alberto, che sposò la regina Vittoria.

## Onomastico

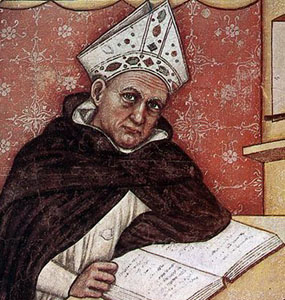
Sant'Alberto Magno

Numerosissimi santi e beati hanno portato questo nome; l'onomastico, solitamente, si festeggia il 15 novembre in ricordo di sant'Alberto Magno, o "di Colonia", Dottore della Chiesa. Fra gli altri, si possono ricordare, alle date seguenti:
- 8 gennaio, sant'Alberto di Cashel, vescovo[9]
- 5 aprile, sant'Alberto di Montecorvino, vescovo[9]
- 13 aprile, sant'Albertino da Montone, abate[9]
- 7 maggio, beato Alberto da Bergamo, domenicano[9]
- 16 maggio, sant'Alberto da Montecorvino, vescovo[9]
- 4 luglio, sant'Alberto Quadrelli da Rivolta, vescovo[9]
- 8 luglio, sant'Alberto da Genova, monaco ed eremita[9]
- 7 agosto, beato Alberto da Sassoferrato, monaco camaldolese[9]
- 7 agosto, sant'Alberto degli Abati da Trapani, sacerdote carmelitano[9]
- 15 agosto, beato Alberto da Sarteano, francescano[9]
- 17 agosto, beato Alberto da Chiatina, sacerdote[9]
- 18 agosto, sant'Alberto Hurtado, gesuita e fondatore del movimento Hogar de Cristo[9]
- 2 settembre, sant'Alberto di Pontida, abate[9]
- 5 settembre, sant'Alberto di Butrio, abate[9]
- 14 settembre, sant'Alberto di Gerusalemme, (o "Alberto Avogadro" o "dei conti di Sabbioneta" o "di Vercelli"), patriarca di Gerusalemme e martire a San Giovanni d'Acri[9]
- 5 ottobre, beato Alberto Marvelli, ingegnere e politico di Azione Cattolica[9]
- 24 novembre, sant'Alberto di Lovanio, vescovo e martire a Reims[9]
- 25 dicembre, sant'Alberto Chmielowski, religioso e fondatore delle congregazioni dei Fratelli del Terz'Ordine di San Francesco Servi dei Poveri e delle Suore Albertine[9]

## Persone

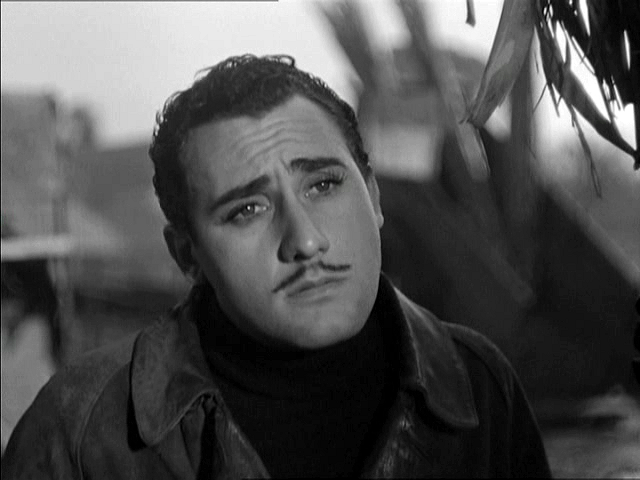
Alberto Sordi

- Alberto di Sassonia-Coburgo-Gotha, principe consorte del Regno Unito
- Alberto I del Belgio, re del Belgio
- Alberto Angela, paleontologo, divulgatore scientifico, scrittore e giornalista italiano
- Alberto Castagna, giornalista e conduttore televisivo italiano
- Alberto Lattuada, regista, sceneggiatore, attore e produttore cinematografico italiano
- Alberto Lupo, attore e doppiatore italiano
- Alberto Moravia, scrittore, giornalista, saggista e drammaturgo italiano
- Alberto Pérez Lapastora, cantante, compositore, chitarrista e direttore d'orchestra spagnolo
- Alberto Sordi, attore, doppiatore e regista italiano
- Alberto Testa, paroliere, autore televisivo, cantante, compositore e discografico italiano
- Alberto Tomba, sciatore alpino italiano.

### Variante Albert

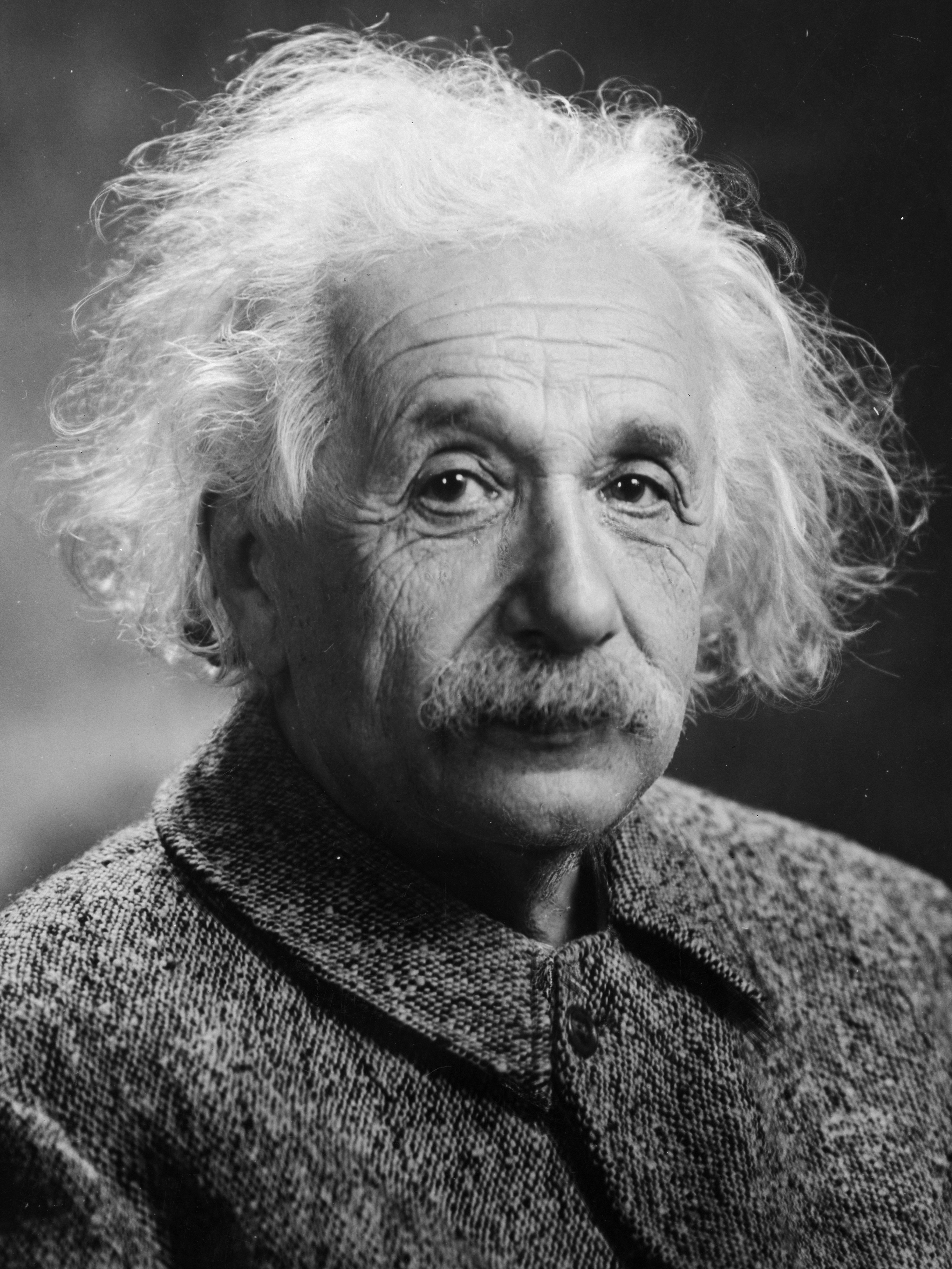
Albert Einstein

- Albert Camus, filosofo, saggista, scrittore e drammaturgo francese
- Albert Einstein, fisico e filosofo della scienza tedesco naturalizzato statunitense
- Albert Espinosa, scrittore e regista spagnolo
- Albert Hofmann, scienziato svizzero
- Albert Sidney Johnston, generale statunitense
- Albert John Luthuli, politico sudafricano
- Albert Abraham Michelson, fisico statunitense
- Albert Pujols, giocatore di baseball dominicano naturalizzato statunitense
- Albert Bruce Sabin, medico e virologo polacco naturalizzato statunitense
- Albert Schweitzer, medico, teologo, musicista e missionario luterano tedesco
- Albert Speer, politico e architetto tedesco
- Albert Uderzo, fumettista francese

### Variante Albrecht

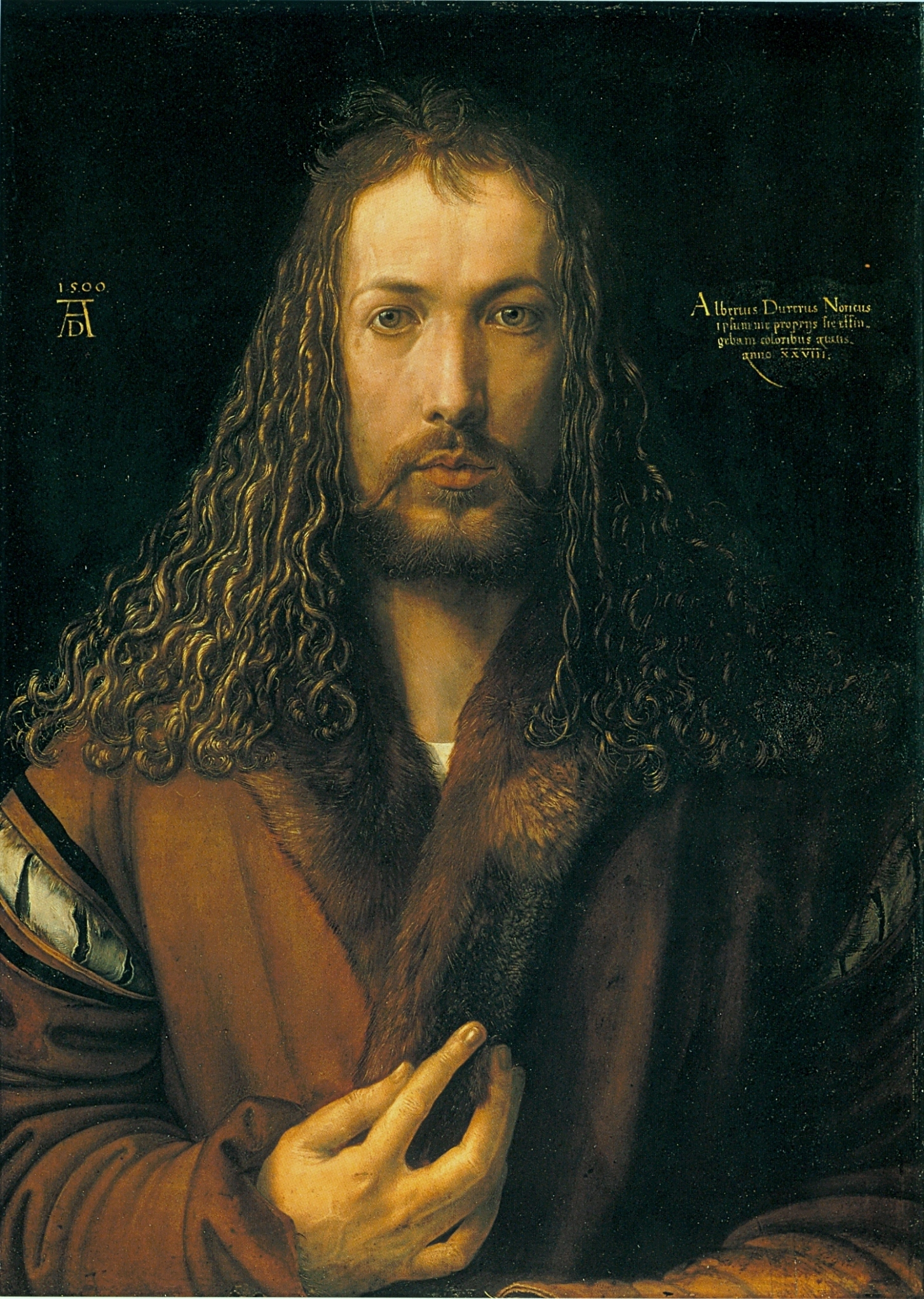
Albrecht Dürer

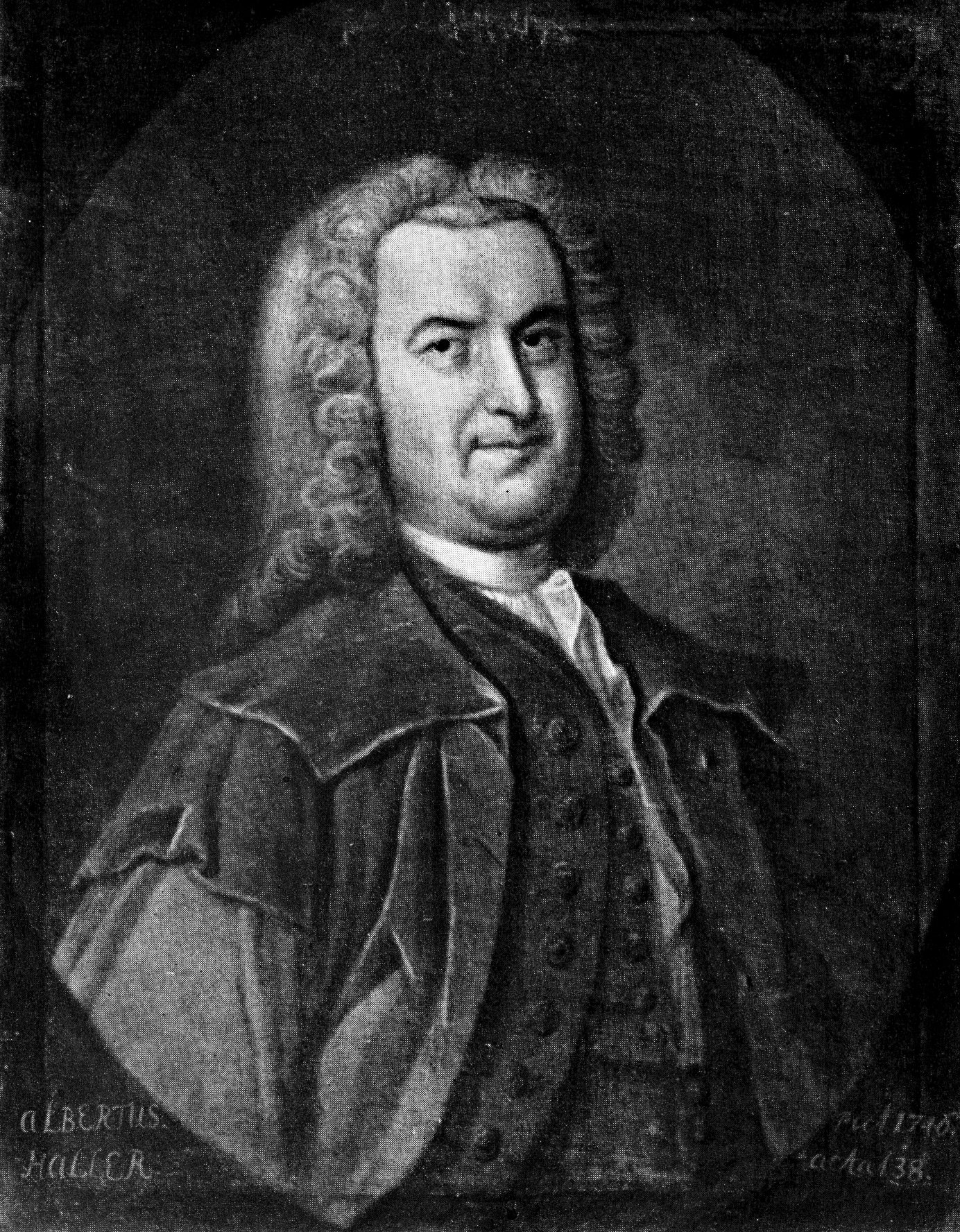
Albrecht von Haller

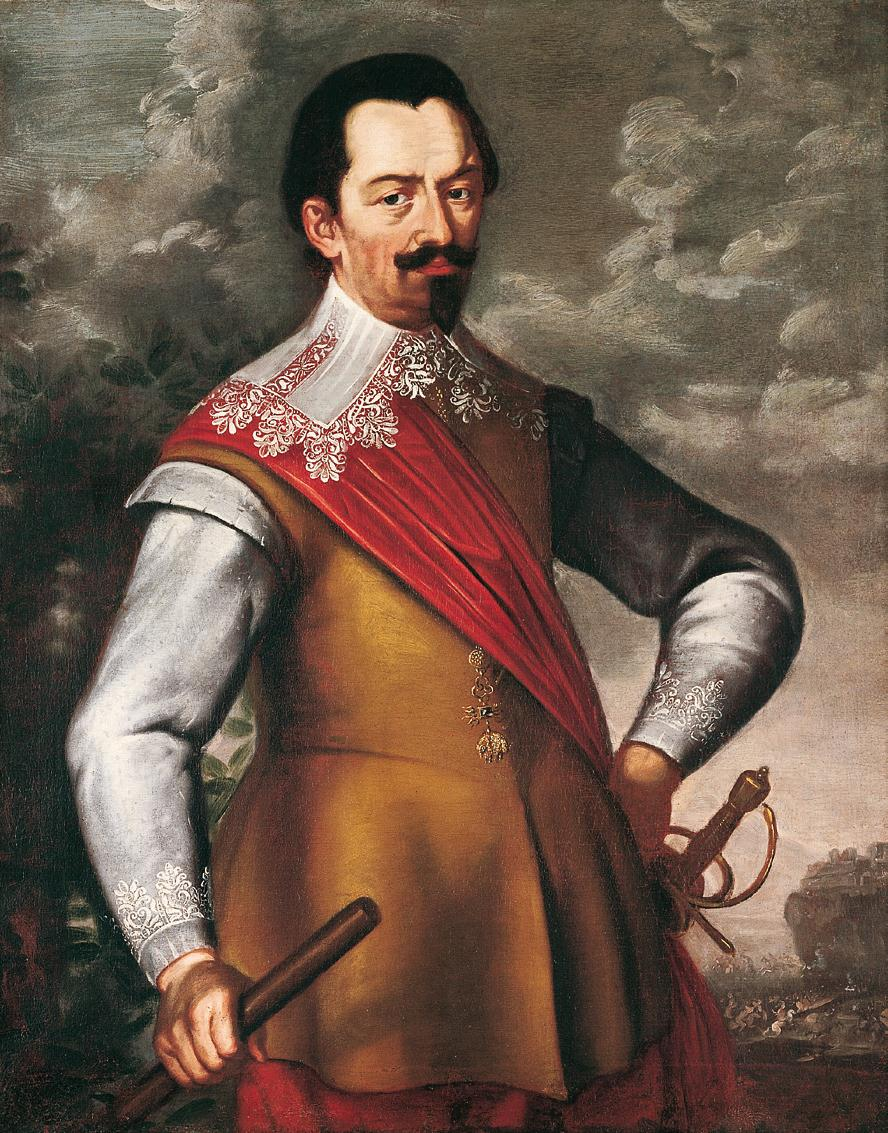
Albrecht von Wallenstein

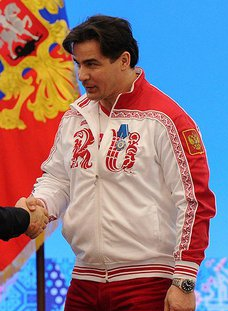
Al'bert Demčenko

- Albrecht Adam, pittore, incisore e litografo tedesco
- Albrecht Altdorfer, pittore tedesco
- Albrecht Becker, produttore cinematografico, fotografo e attore tedesco
- Albrecht Behmel, scrittore e storico tedesco
- Albrecht Ludwig Berblinger, inventore e pioniere dell'aviazione tedesco
- Albrecht Dürer, pittore, incisore, matematico e teorico dell'arte tedesco
- Albrecht Goes, scrittore tedesco
- Albrecht Knust, ballerino e coreografo tedesco
- Albrecht Kossel, chimico, medico e fisiologo tedesco
- Albrecht Mayer, oboista e direttore d'orchestra tedesco
- Albrecht Mertz von Quirnheim, ufficiale tedesco
- Albrecht Penck, geografo e geologo tedesco
- Albrecht Plangger, politico italiano
- Albrecht Ritschl, teologo tedesco
- Albrecht Thaer, agronomo tedesco
- Albrecht Unsöld, astrofisico tedesco
- Albrecht von Alvensleben, politico prussiano
- Albrecht von Alvensleben-Schönborn, storico tedesco
- Albrecht von Bernstorff, politico prussiano
- Albrecht von Bernstorff, politico tedesco
- Albrecht von Eyb, umanista tedesco
- Albrecht von Goertz, designer tedesco
- Albrecht von Graefe, oculista e chirurgo tedesco
- Albrecht von Hagen, giurista tedesco
- Albrecht von Haller, medico e poeta svizzero
- Albrecht von Johansdorf, Minnesänger tedesco
- Albrecht von Roon, militare e politico tedesco
- Albrecht von Scharfenberg, poeta tedesco
- Albrecht von Wallenstein, militare e politico boemo

### Variante Al'bert
- Al'bert Demčenko, slittinista russo
- Al'bert Makašov, militare e politico russo

### Variante Albertino
- Albertino, disc jockey e personaggio televisivo italiano
- Albertino da Montone, monaco e santo italiano
- Albertino Barisoni, vescovo cattolico e letterato italiano
- Albertino Bottoni, medico e filosofo italiano
- Albertino Gabana, politico italiano
- Albertino Morosini, politico e militare italiano
- Albertino Mussato, politico, letterato e drammaturgo italiano

## Il nome nelle arti
- Lupo Alberto è il protagonista dell'omonimo fumetto di Silver
- Alberto Santi è il protagonista del film del 1955 Buonanotte... avvocato!, diretto da Giorgio Bianchi.
- Alberto Boccetti è il protagonista del film del 1957 Il conte Max, diretto da Giorgio Bianchi.
- Alberto Mariani è il protagonista del film del 1958 Il marito, diretto da Nanni Loy e Gianni Puccini.
- Alberto Nardi è il protagonista dei film Il vedovo, diretto da Dino Risi nel 1959, e Aspirante vedovo, diretto da Massimo Venier nel 2013.
- Alberto è un personaggio dei film L'ultimo bacio (2001) e Baciami ancora (2010), entrambi diretti da Gabriele Muccino.
- Albert Nobbs è un personaggio dell'omonimo film del 2011, diretto da Rodrigo García.
- Alberto Palladini è un personaggio della soap opera Un posto al sole.
- Alberto Castelli è un personaggio della soap opera CentoVetrine.
- Alberto Saporito è un personaggio della commedia Le voci di dentro di Eduardo De Filippo.
- Alberto Stigliano è un personaggio della commedia Mia famiglia di Eduardo De Filippo.
- Alberto De Stefano è un personaggio della commedia Uomo e galantuomo di Eduardo De Filippo.

## Toponimi
- Il lago Alberto, il settimo lago più grande dell'Africa, prende il nome dal Principe Alberto, consorte della Regina Vittoria.